# 冬天的骨头
是一部2010年的美国独立制片电影，根据2006年丹尼尔·伍德里尔的同名小说改编，黛布拉·格兰尼克编剧并执导。影片由著名新生代女演员詹妮弗·劳伦斯出演女主角，一位在美国乡村长大，努力试图通过找到父亲来保护其家人不被赶出家门的坚强少女。影片有对或亲或疏的亲戚关系，闲话的传播速度和破坏力，贫困家庭的努力挣扎，以及非法制作和销售冰毒对这一切的巨大影响等多个相互关联的主题。
影片上映后获得了评论界的广泛好评，在第83届学院奖角逐中获得最佳影片、女主角、男配角、原著改编4项提名，并获2010年圣丹斯电影节剧情片评审团大奖和最佳编剧奖。此外还得到了分别来自2010年柏林电影节、独立精神奖、斯特哥尔摩国际电影节、哥谭奖、国际影评人联盟的多项肯定。

## 剧情
17岁的Ree Dolly（詹妮弗·劳伦斯）独立一人承担着照顾患有精神疾病的母亲和12岁大的弟弟Sonny以及6岁大妹妹Ashlee的重任。每天，她都要照顾他们的饮食，并试图教会弟弟妹妹像捕猎、煮食之类的基本生存技能，由于没有稳定的收入来源，家里经济上一直很困难。Ree的父亲Jessup已经很长时间没有回过家了，他的行踪也是个谜。他之前因私制冰毒而被捕，之后被保释后就无影无踪了。
警长告诉Ree，如果法院开庭的时候他父亲都一直不现身受审，那么用于抵押来进行保释的这幢房子将会被没收，她全家都将无家可归，因此，Ree必须要找到她的父亲。

## 演员
- 詹妮弗·劳伦斯 饰 Ree Dolly
- 约翰·浩克斯 饰 Teardrop Dolly
- Lauren Sweetser 饰 Gail
- Garret Dillahunt 饰 Baskin警长
- Dale Dickey 饰 Merab
- Shelley Waggener 饰 Sonya
- Kevin Breznahan 饰 小Arthur
- Ashlee Thompson 饰 Ashlee Dolly
- 泰德·泰勒 饰 Satterfield
- Sheryl Lee 饰 April
- Cody Shiloh Brown 饰 Floyd
- Isaiah Stone 饰 Sonny Dolly

## 迴響

### 评论
《冬天的骨头》上映后，获得了评论界的广泛好评。根据统计烂蕃茄上的157篇评论文章，其中94%给予正面评价，平均评分高达8.3（满分10分）。网站上对影片的“共识”性评价中写道：“苍凉、困惑的同时又不失希望，再加上詹妮弗·劳伦斯精彩可信的表演，《冬天的骨头》是编剧/导演黛布拉·格兰尼克至今为止最优秀的作品。”　Metacritic网站上根据100份专业评论人士的评论文章，为本片统计出高达90的平均分，令本片成为该网站上拥有“普遍好评”的电影行列。
著名电影评论家罗杰·艾伯特更给予本片4星（最高为4星）的满分好评，他特别称赞了女主角詹妮弗钢铁般的意志“充满了希望和勇气”，面对重重磨难却始终保持着乐观积极的心态，并且影片也明智地避免了对角色进行过多道德判断的俗套。评论家Peter Travers则认为本片“令人难忘”，他在《滚石》上发表的文章中写道：“面对这样一个残酷而又可怕的故事，格兰尼克体现出了惊人，几乎是一眼也不眨的冷静……而对于劳伦斯，格兰尼克为这个角色找到了最合适的女演员来出演，她的表演已经超越了表演本身，就像是一场正在集结的暴风雨一样令人震撼不已。”　网上评论家詹姆斯·贝拉丁内里则认为《冬天的骨头》就像是“一个值得欢迎的提醒，惊悚片并不一定总是要大张旗鼓地试图吸引并保持观众的注意。”　大卫·艾德尔斯坦在他发表在《纽约》杂志上的文章中写道“（影片中所表现出的）所有的恐惧是不会逐渐消失的，而是会一直环绕在观众的脑海中，甚至持续一生。作为一个现代女英雄，Ree Dolly是无与伦比的，《冬天的骨头》是今年最震撼人心的电影！”　《纽约客》评论家大卫·邓拜称《冬天的骨头》是“一个伟大女权主义者的电影作品”。而影音俱乐部更称本片为年度最佳电影。
2023年3月，本片在爛蕃茄發表「270部由21世紀女性執導的電影佳作」清單榜上有名。

### 票房
《冬天的骨头》2010年6月中旬在开始小规模上映，首周仅在4家影院播映，票房收入84797美元，随后影片扩展至39家影院上映，共收入35万1317美元（平均每家9008美元）。影片的发行公司"Roadside Attractions"将影片分别投放到纽约、洛杉矶与波士顿，以及中部地区的明尼阿波利斯、奧弗兰帕克、圣路易斯、斯普林菲尔德、达拉斯和丹佛等城市上映，都吸引了大量的观众前来观看。发行商表示，“电影制作者们希望可以将电影献给帮助他们完成了电影的人们”。截止2011年3月，影片的国内票房收入已经达到650万美元，国外更达到730万美元。

### 奖项
《冬天的骨头》在2010年圣丹斯电影节上获剧情片评审团大奖和最佳编剧奖。同时也在2010年柏林电影节和2010年斯德哥尔摩电影节上获得最佳影片、女演员奖以及国际影评人联盟奖。
《冬天的骨头》也在2010年獲得了哥谭奖最佳故事片和最佳团体表演奖，并在2010年独立精神奖同获得7项提名，包括最佳影片、导演、女演员等。
在2011年初的第83届学院奖角逐中，本片也获得最佳影片、女主角、男配角、原著改编4项提名。